# Radu Ciobanu (sculptor)
Radu Ciobanu (n. 20 martie 1963, Brașov) este un sculptor român, specializat în realizarea de lucrări turnate în bronz.

## Formare și dezvoltare artistică
Radu Ciobanu a urmat cursurile Institutului de Artă din Iași, la secția sculptură, în clasa prof. Vasile Condurache, între anii 1982 – 1986. În anul 1987 a primit Bursa Republicană, oferită de Uniunea Artiștilor Plastici.
Între anii 2004 – 2006, s-a specializat în arta turnării în bronz, în atelierul sculptorului spaniol Eduardo Soriano, Eldoba Bellas Artes, din Madrid, Spania.
Este cunoscut prin marele număr de lucrări pe care le-a realizat, atât în România cât și în străinătate.
Radu Ciobanu a participat la nenumărate expoziții personale și de grup în România, Germania, Elveția, Canada, Italia, Ungaria, lucrările sale aflându-se în colecții muzeale sau particulare din mai țări.
În afară de opere monumentale, a realizat și mici lucrări destinate colecționarilor din România și din străinătate.

## Distincții
- 1996 – Premiul Ministerului Culturii, la Bienala G. Petrașcu, Târgoviște, județul Dâmbovița;
- 2011 – Premiul Primăriei Ploiești pentru realizarea bustului arhitectului Toma T. Socolescu, amplasat la Ploiești;
- 2015 - Premiul I la concursul de idei „Statuia Ion I.C. Brătianu”, Oradea